# 蒙泰菲奥里诺
蒙泰菲奥里诺（義大利語：Montefiorino），是意大利摩德纳省的一个市镇。总面积45.35平方公里，人口2262人，人口密度49.9人/平方公里（2009年）。ISTAT代码为036025。